# مسیه ۴۶

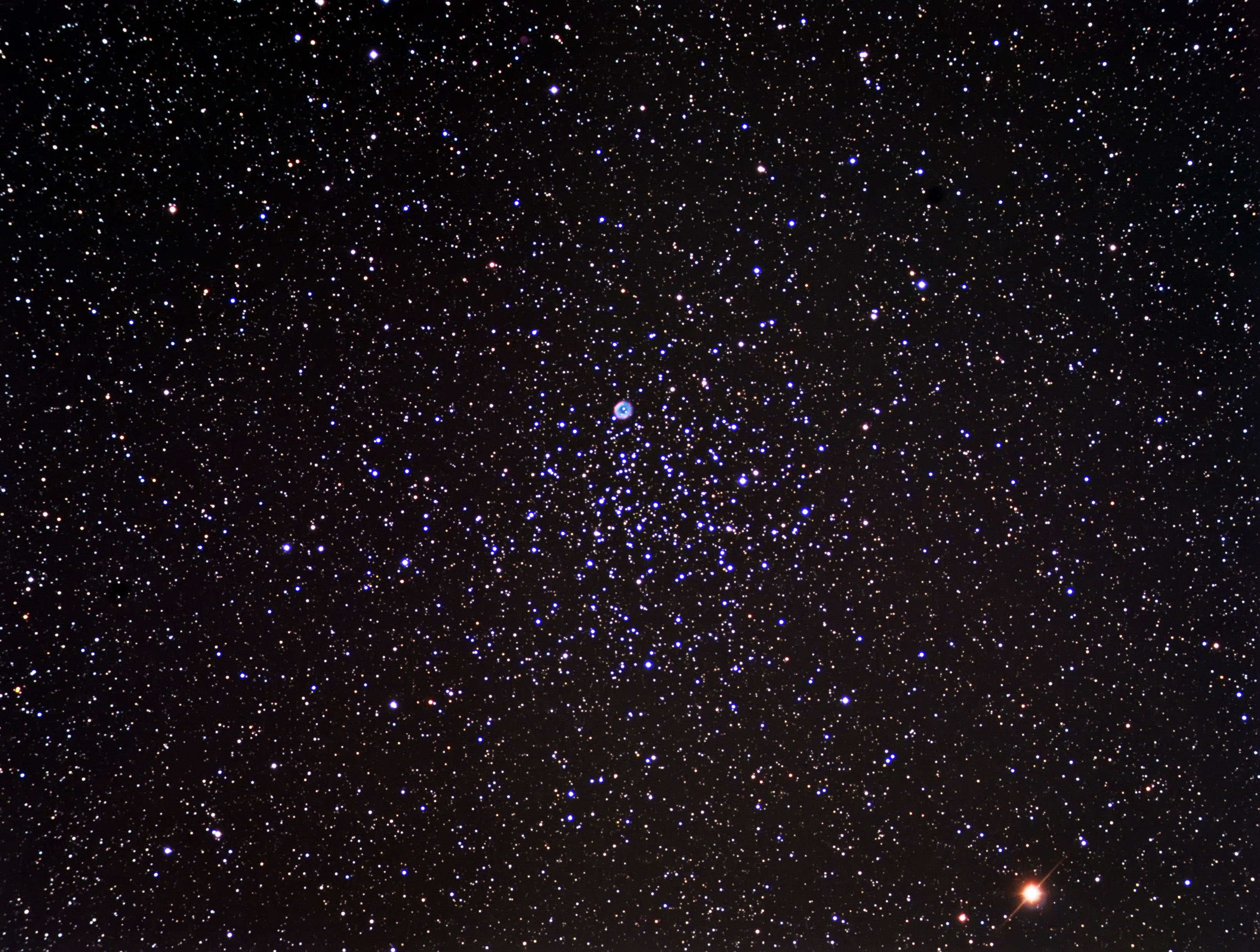
نمایی از خوشه ستاره‌ای باز «مسیه ۴۶» در منظومهٔ خورشیدی - ۲۰۱۵

مسیه ۴۶(به انگلیسی: Messier 46) یا ان‌جی‌سی ۲۴۳۷ یک خوشه ستاره‌ای باز در صورت فلکی کشتی دم است که فاصله آن از زمین پنج هزار و چهارصد سال نوری و قدر ظاهری آن ۶.۵ است.